# Albions

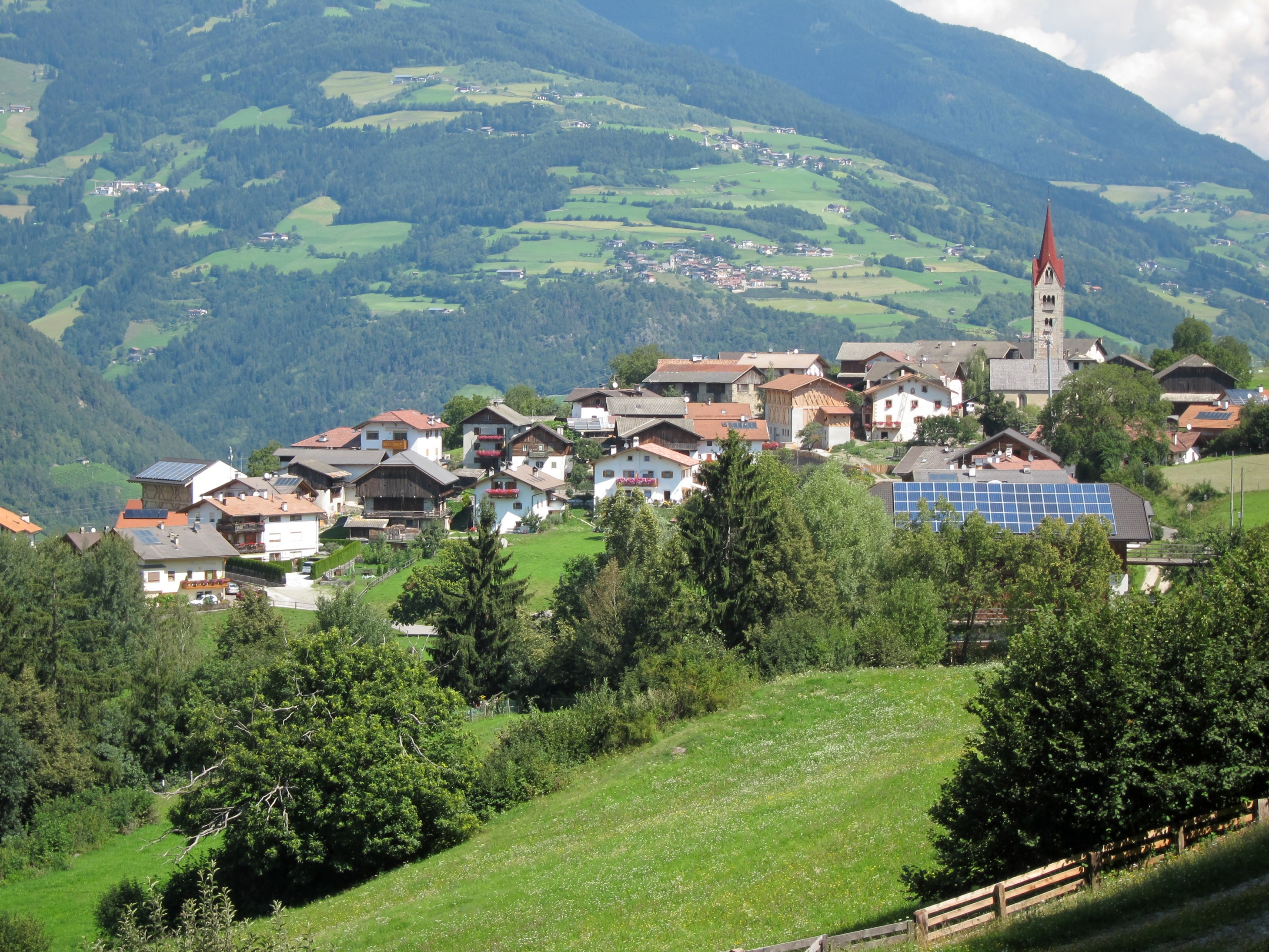
Albions

Albions ist eine Fraktion der Gemeinde Lajen im Eisacktal in Südtirol. Im Jahr 2022 hatte das Dorf 278 Einwohner.

## Lage
Albions liegt im mittleren Eisacktal auf einer Hangverebnung auf rund 880 m s.l.m., knapp 2 Kilometer nördlich des Gemeindehauptorts Lajen. Der Ort ist hangabwärts nach Westen über eine Straße mit der SS 242 dir verbunden, die nordwärts weiter zum Talgrund am Eisack nach Klausen führt. Eine zweite kleine Straße führt von Albions nach Süden Richtung Lajen.

## Geschichte
Um ca. 1000 n. Chr. wurde Albions erstmals urkundlich genannt. Im Jahr 1147 wird eine Kapelle in Albions erwähnt.

## Sehenswertes
Die Kirche St. Nikolaus in Albions ist, zusammen mit dem Friedhof, als Kulturdenkmal ausgewiesen. Ihr Turmunterbau und die Langhausmauern sind romanischen Ursprungs. Die Kirche wurde in der zweiten Hälfte des 15. Jh.s spätgotisch umgebaut. Ein weiteres Kulturdenkmal ist der auf das Jahr 1503 datierte Bildstock im Ortskern. Darüber hinaus gibt es eine Reihe historischer Bauernhäuser.

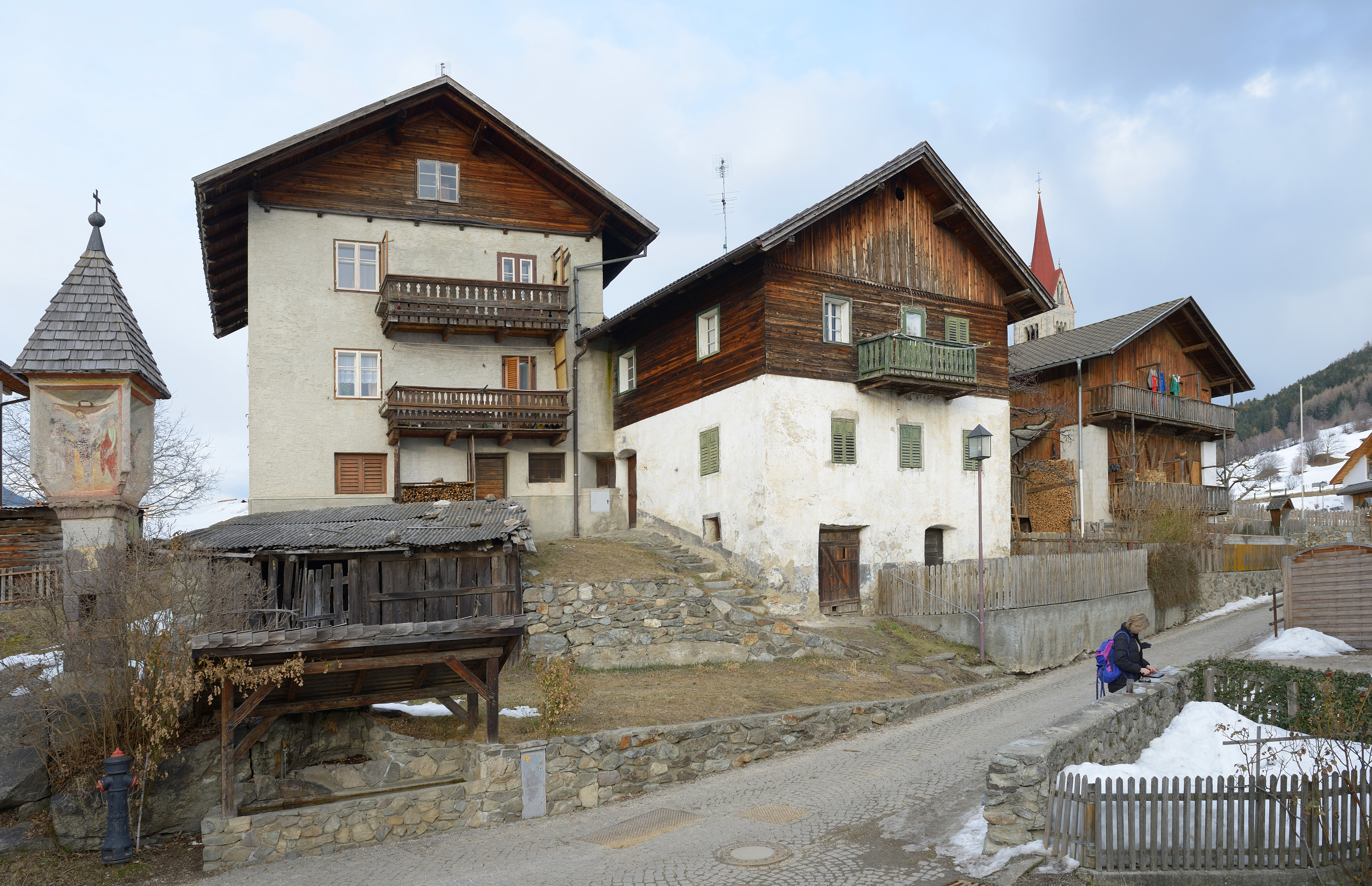
Bildstock und Gebäude in Albions
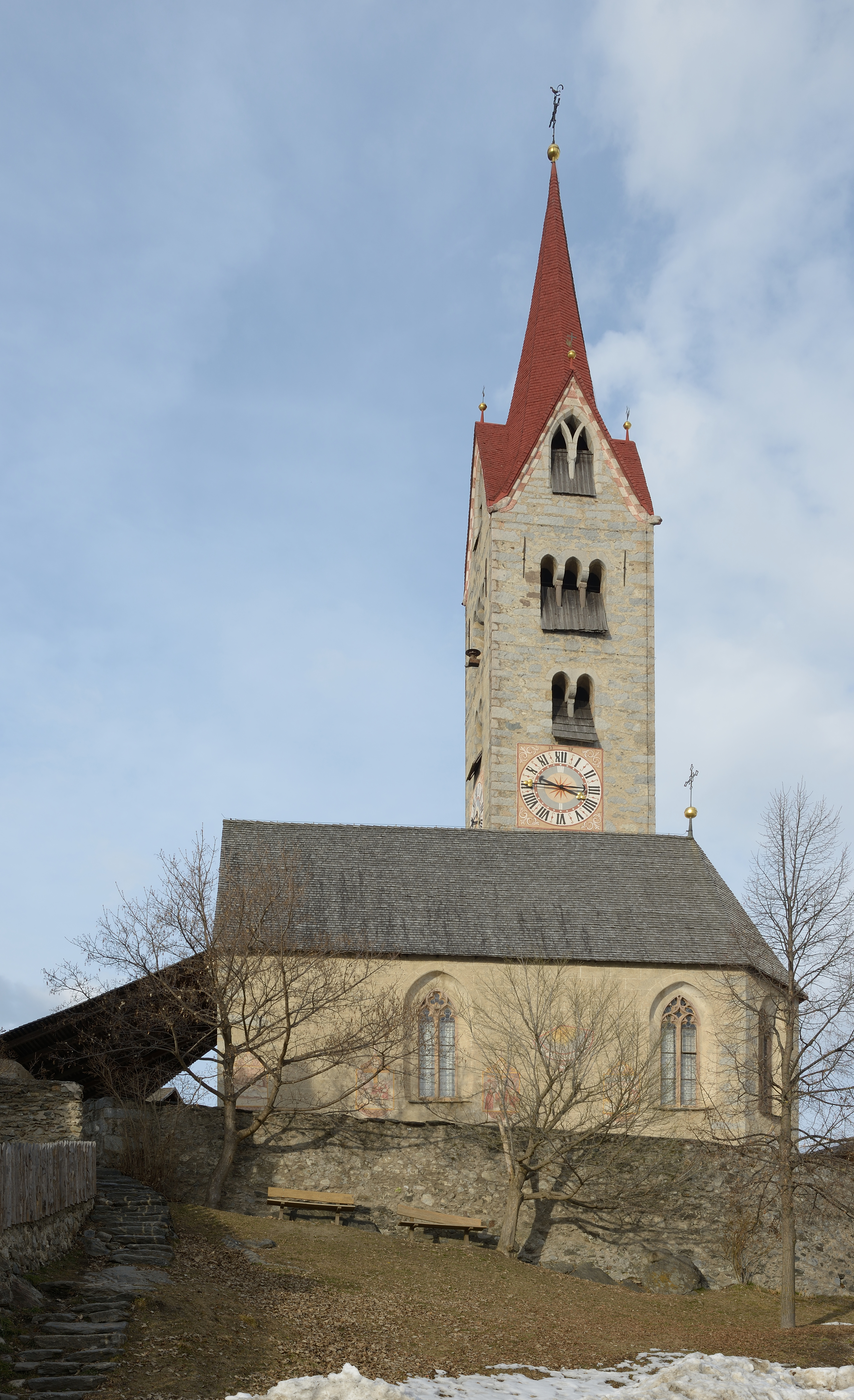
Südansicht der Kirche
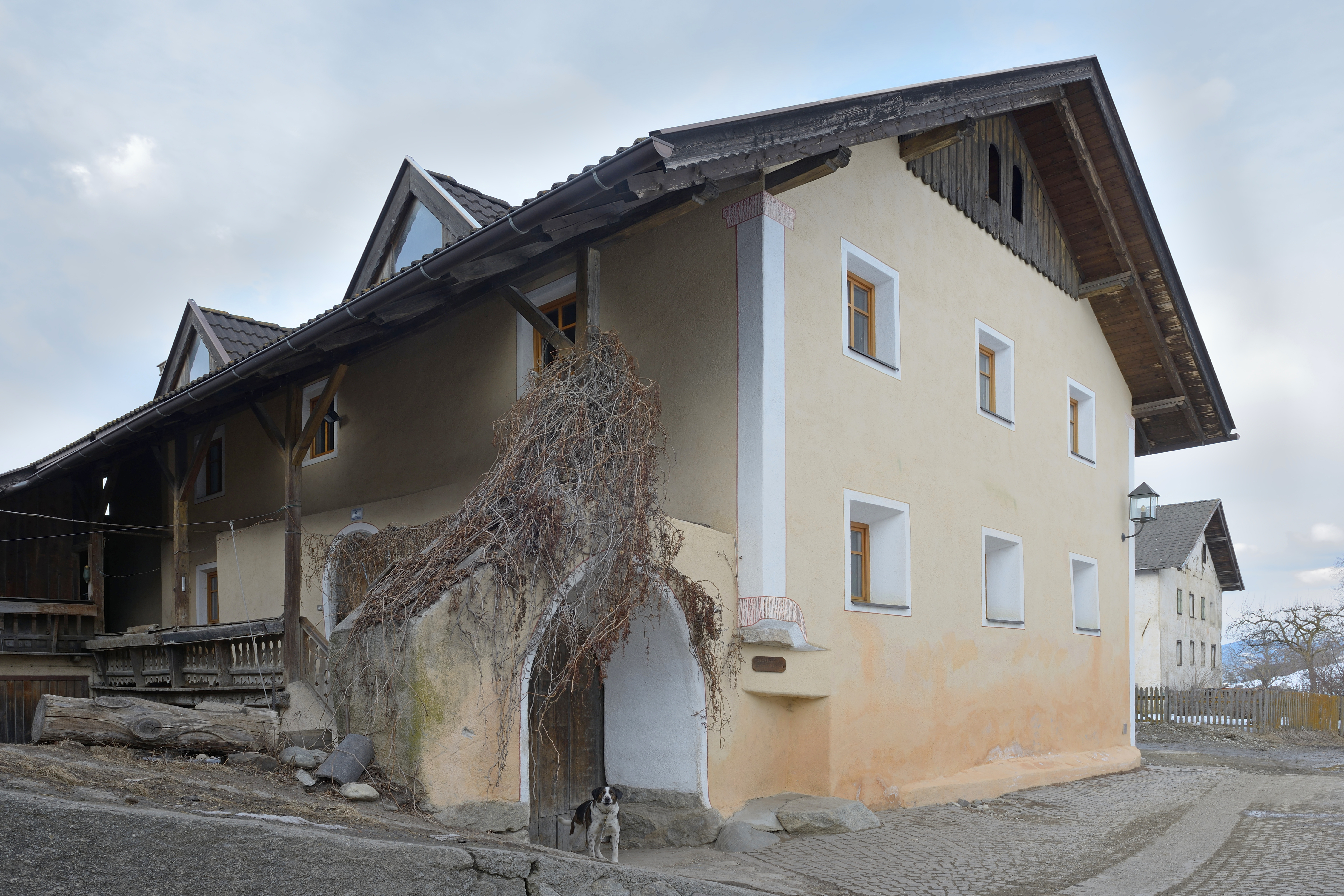
Haus Penn
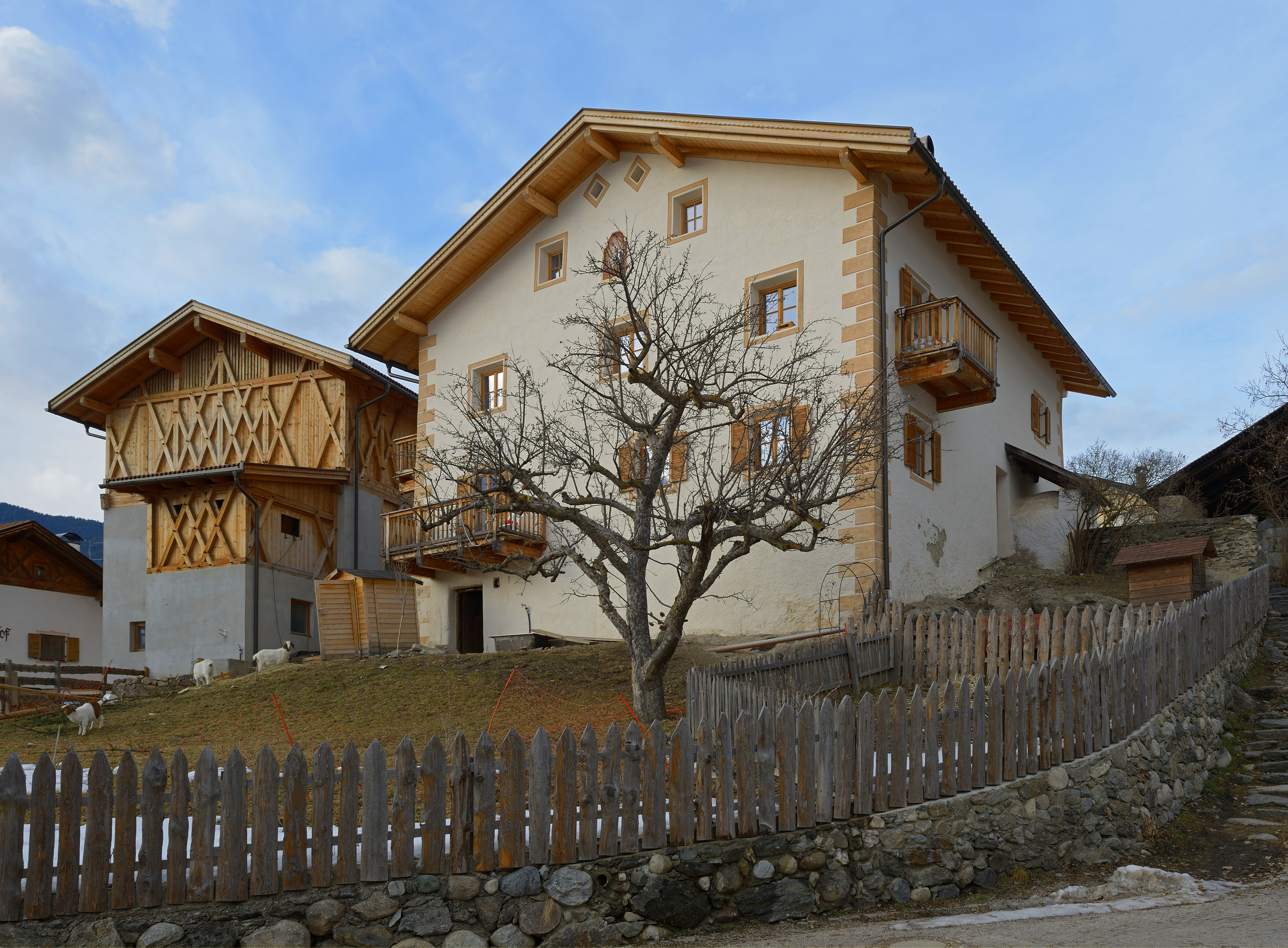
Haus Huber